# Une allée du Luxembourg
Une allée du Luxembourg,, ou plus rarement Une allée au Luxembourg est un poème de Gérard de Nerval écrit en 1832 et paru dans le recueil Odelettes en 1853. Il décrit le passage d'une jeune fille (dans le jardin du Luxembourg, à Paris) et les émotions que cela entraîne chez le poète.
Le poème est composé de trois quatrains d'octosyllabes, avec rimes alternées et respect de l'alternance entre rimes masculines et rimes féminines.
Lorsque Gérard de Nerval a écrit « ma jeunesse est finie », il a seulement 24 ans. C'était avant qu'il ne tombe amoureux de Jenny Colon en 1837, d'un amour non partagé.

## Poème
Une allée du Luxembourg
Elle a passé, la jeune fille

Vive et preste comme un oiseau :

À la main une fleur qui brille,

À la bouche un refrain nouveau.

C’est peut-être la seule au monde

Dont le cœur au mien répondrait,

Qui venant dans ma nuit profonde

D’un seul regard l’éclaircirait !

Mais non, – ma jeunesse est finie…

Adieu, doux rayon qui m’as lui, –

Parfum, jeune fille, harmonie…

Le bonheur passait – il a fui !
— Gérard de Nerval, Poésies complètes, Calmann Lévy éditeur, 1877, p. 291.

## Postérité

### Anthologies et programmes scolaires
Une allée du Luxembourg est sélectionnée dans plusieurs anthologies poétiques et dans les programmes scolaires.
Ainsi, NRF - Gallimard publient Une allée du Luxembourg parmi les poèmes de Nerval sélectionnés dans l'Anthologie de la poésie française du XIXe siècle, publiée en 1984.
L'Éducation nationale française propose régulièrement Une allée du Luxembourg dans ses programmes scolaires et dans ses propositions éducatives.
Les éditions Larousse présentent ce poème en 2019 dans l'anthologie éducative La poésie du XIXe au XXIe siècle, dans le chapitre « L'âge de l'amour : Gérard de Nerval, « Une allée du Luxembourg », Odelettes, 1853 », et pose plus loin (« Pour approfondir ») les questions « Dans « Une allée du Luxembourg » de Nerval, quelles significations donner à l'opposition entre la lumière et l'obscurité ? » et « Quels sont les trois temps verbaux utilisés dans « Une allée du Luxembourg » ? Expliquer (...) ».

### Adaptations musicales
Le compositeur Georges Auric (1899-1983) a écrit une mélodie intitulée Une allée au Luxembourg sur les vers de Nerval, qui fut représentée en 1929.